# Туссэн, Бет
Бет Туссэн (англ. Beth Toussaint; род. 25 сентября 1962, Калифорния) — американская актриса. Туссэн наиболее известна благодаря двум своим регулярным ролям на телевидении, в сериалах «Даллас», где она играла Трейси Лотон в 12-13 сезонах, а также Вероники Козловски в «Саванна». Также она сыграла Хоуп Уилсон в дневной мыльной опере «Молодые и дерзкие» летом 2006 года.
Туссэн родилась в Плезант Хилл, Калифорния, и за свою карьеру появилась в нескольких десятках телешоу. Она также была гостем в «Звёздный путь: Следующее поколение», «Секретный агент Макгайвер», «Весёлая компания», «Мэтлок», «Мелроуз Плейс» и «Вавилон-5». В дополнение к работе на телевидении, она сыграла роли второго плана в кинофильмах «Мёртвый полицейский» (1988), «Крепость 2: Возвращение» (2000) и «Ночной рейс» (2005).
Туссэн замужем за актёром Джеком Коулманом, от которого имеет ребёнка, начиная с 1996 года.

## Фильмография
- Берсеркер (1987)
- Мёртвый полицейский (1988)
- Даллас (17 эпизодов, 1988—1989)
- Звёздный путь: Следующее поколение (1 эпизод, 1990)
- Секретный агент Макгайвер (1 эпизод, 1990)
- Джамп стрит, 21 (1 эпизод, 1991)
- Весёлая компания (1 эпизод, 1991)
- Присутствие (телефильм, 1992)
- Леди Босс (телефильм, 1992)
- Мэтлок (2 эпизода, 1990, 1992)
- Мелроуз Плейс (1 эпизод, 1992)
- Проект «Охотник за тенью» 2 (1994)
- Офицерский проступок (телефильм, 1994)
- Вавилон-5 (1 эпизод, 1994)
- Возвращение охотника (телефильм, 1995)
- Саванна (34 эпизода, 1996—1997)
- Хайджек (1999)
- Крик 3 / Scream 3 (2000) — звонящая женщина
- Крепость 2: Возвращение (2000)
- Ночной рейс (2005)
- Молодые и дерзкие (дневная мыльная опера, 2006)